# Ignazio Balbi
Ignazio Balbi (1720 – 1773) è stato un compositore italiano.

## Biografia
Sulla vita e l'opera del Balbi si hanno scarse informazioni, spesso basate su lettere ormai perdute. Fu attivo soprattutto a Milano, e nei libretti di alcune sue opere viene indicato come dilettante.

## Composizioni

### Oratori
- Oratorio della Madonna de' sette dolori, 1720
- La calunnia delusa, Milano, Chiesa di Santa Maria alla Scala, 23 maggio 1724 (con altri autori)
- La necessità socorsa dal glorioso Santo di Padoa, Milano, Chiesa di San Francesco, 21 giugno 1725 (con altri autori)
- Il martirio di San Giovanni Nepomuceno, Milano, 1726 (attribuzione dubbia, con altri autori)
- La verità confessatasi da un'anima dannata, Milano, Chiesa di San Francesco, 21 giugno 1729
- La Passione, componimento drammatico, testo di G. Riviera, Milano, Chiesa dei Teatini di Sant'Antonio, 7 marzo 1735

### Altro
- Ritornando il giorno trentesimo d'agosto l'anno MDCCLII, componimento per musica, testo di A. Perotti, Milano, Casa Litta, 30 agosto 1752
- Lucio Papirio, opera in tre atti, libretto di Apostolo Zeno, Torino, Teatro Regio, 26 dicembre 1752 diretta da Giovanni Battista Somis
- Ciro in Armenia, opera in tre atti, Milano, Teatro Regio Ducale, 26 dicembre 1753 (attribuita anche a Maria Teresa Agnesi Pinottini; l'attribuzione al Balbi si basa su una sua lettera del 1753[1])

Compose inoltre duetti, trii e altra musica strumentale.